# 武藤隆一
武藤 隆一（むとう りゅういち、1986年4月7日 -）とは、地方競馬の兵庫県競馬組合・園田競馬場岡田利一厩舎に所属した元騎手である。地方競馬教養センター騎手課程第79期生。兵庫県競馬組合所属の独身騎手7人で構成されたアイドル系ユニット「ADONOS7」のメンバー。

## 来歴
2004年3月31日付けで鴨林毅厩舎所属として地方競馬騎手免許を取得。同年4月20日、園田競馬第4競走（C4 3歳以上条件戦）マコノタイヨーでレース初騎乗（11頭立て5番人気4着）。同年5月11日、園田競馬第1競走（C4 3歳以上条件戦）にて同じくマコノタイヨーに騎乗（9頭立て4番人気）し、11戦目で初勝利を挙げる。
2007年3月21日、高知競馬場で行われた第21回全日本新人王争覇戦に出場（12人中10位）。
2012年2月6日鴨林毅調教師の逝去に伴い一時的に渡邉幸生厩舎に所属変更。その後3月6日に岡田利一厩舎に所属変更。
2014年10月3日引退した。
地方通算成績は2541戦95勝・2着100回・3着146回・勝率3.7%・連対率7.7%。